# بورصة بلغاريا
البورصة البلغارية هي بورصة تعمل في صوفيا عاصمة بلغاريا. تأسست كأول بورصة بلغارية في 10 أكتوبر 1991 كشركة مساهمة. توقفت بورصة صوفيا التي تأسست بموجب مرسوم القيصر عن العمل بعد الحرب العالمية الثانية حيث أصبحت بلغاريا دولة شيوعية. وفي يناير 2011 تمت إضافة البورصة رسميًا إلى التداول المعتاد في السوق.
اعتبارًا من نوفمبر 2011 بلغت القيمة السوقية الإجمالية للبورصة البلغارية حوالي 8.5 مليار دولار أمريكي. تحتوي البورصة على جلسات ما قبل السوق من الساعة 9:00 صباحًا إلى الساعة 9:20 صباحًا، وجلسات التداول العادية من الساعة 9:20 صباحًا إلى الساعة 1:45 مساءً وجلسات ما بعد السوق من الساعة 1:45 مساءً إلى الساعة 4:00 مساءً في جميع أيام الأسبوع ما عدا أيام السبت والأحد والأعياد التي أعلنتها البورصة مقدماً.

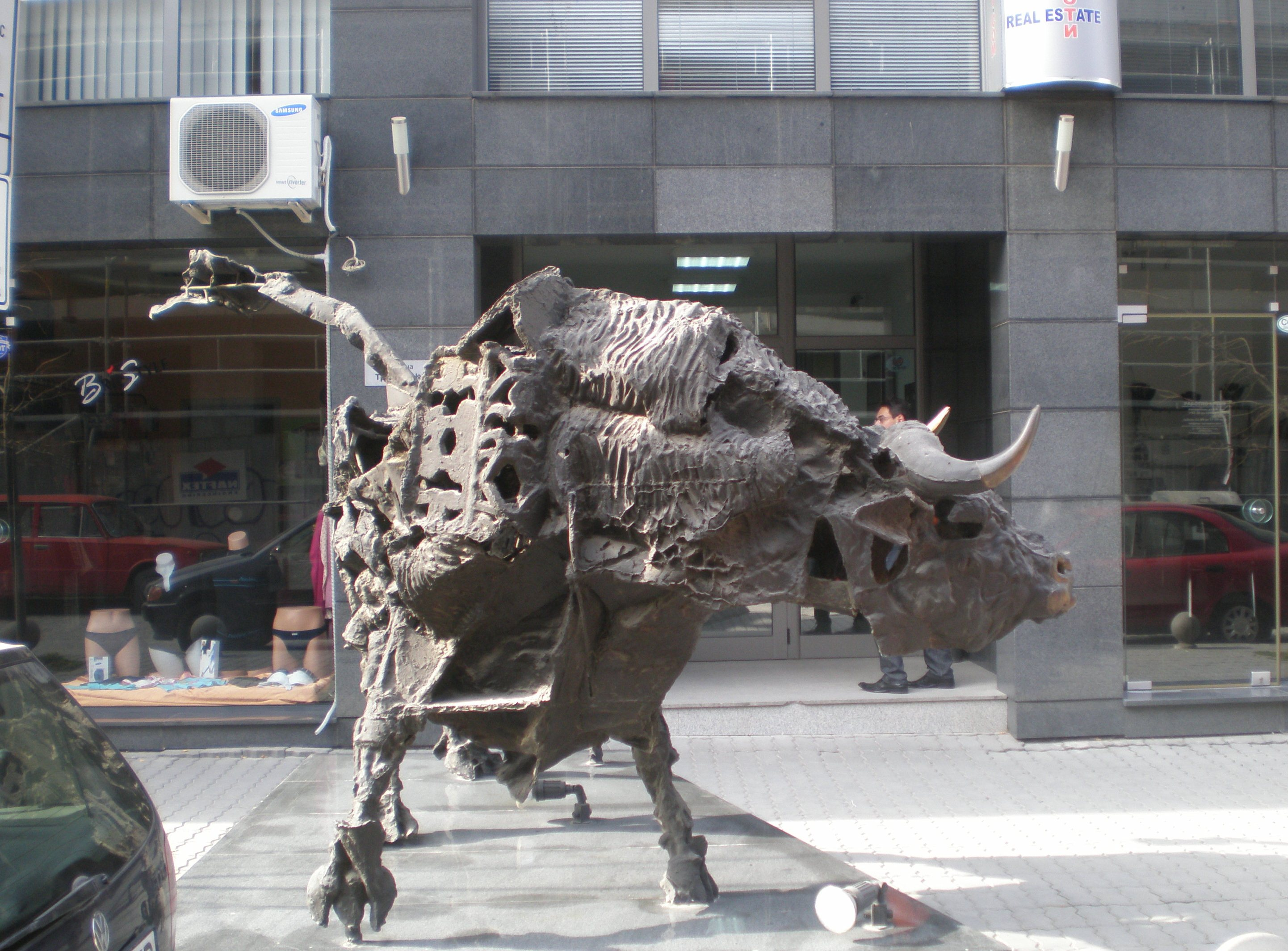
ثور أمام البورصة البلغارية

منذ مايو 2010 تملك الحكومة البلغارية 44٪ من البورصة، وتبحث عن مستثمرين محتملين في جميع أنحاء العالم، بعضهم من بورصة فرانكفورت وبورصة أثينا وأو أم اكس وسوق براغ للأوراق المالية.
البورصة البلغارية عضو في اتحاد البورصات الأوروبية الآسيوية.

## روابط خارجية
- الموقع الرسمي